# Titlá
Titlá ist eine Folk-Band aus Südtirol mit dem Schwerpunkt Mundartlieder im Pustertaler Dialekt. Ihre Werke basieren hauptsächlich auf alpenländischer Volksmusik, sowie gelegentlich Irish Folk und jiddischen Liedern, weshalb sie dem Genre der Neuen Volksmusik zugerechnet werden.

## Geschichte
Im Jahr 1990 spielten Herman Kühebacher und Eduardo Rolandelli als Duo in Gaststätten und auf Volksfesten. Bald schon stießen weitere Musiker dazu und bildeten eine feste Formation unter dem Namen Titlá, der im Pusterer Dialekt soviel bedeutet wie „tut nur“ oder „macht ruhig“. 1998 wurde die erste CD Zin ungiwejn aufgenommen, von der rund 8.000 Kopien verkauft wurden. Vertonte Mundart-Gedichte von Luis Stefan Stecher (Mai Madele, mai Tschurele) und von Egon Kühebacher (Di wilde Foore, S'orme Piabl sog zin Neene, S'innofeldmandl) bildeten den Kern der CD. Mai Madele, mai Tschurele wurde zu einer Art Hymne der tirolerischen Folk-Fans.
Im Jahre 2001 kam die zweite CD, stur und tamisch, auf den Markt, die wie ihr Erstwerk durch großes Publikumsinteresse bald nicht mehr erhältlich war. 2004 spielten Titlá auf einem Open Air vor dem oberfränkischen Kloster Banz. Dort entstand eine Sampler-CD namens Various Artists – Songs einer Sommernacht – die 4. Im Jahre 2008 kam, nach einer kreativen Pause, die dritte Solo-CD Laasn hinzu, an der erstmals Peter Paul Hofmann beteiligt war. 2010 folgte im Rahmen des temporären Projekts Titlá & do Goiapui das Album Rienznocht, das sich ausschließlich den Texten des Dichters und Schauspielers Wolfgang Sebastian Baur aus den Gedichtbänden Puschtra Mund Art und In olla Forrbm Liewe widmete.
Im November 2013 erschien das fünfte Album paschtaschutta, das erstmals auch Lieder in italienischer Sprache enthält.

## Diskografie
Alben
- 1998: Zin ungiwejn
- 2001: Stur und tamisch
- 2008: Laasn
- 2010: Titlá & do Goiapui – Rienznocht
- 2013: Paschtaschutta

Samplerbeteiligungen
- 2000: Various Artists –  Liedermacher für die Donau
- 2004: Various Artists –  Songs an einem Sommerabend – die 4.

## TV-Auftritte
Im Jahre 2001 trat Titlá in der Sendung Ba ins dahoam in der Dreizinnenhütte in der Gemeinde Sexten mit ihrem Lied Di wilde Foore auf.
Am 27. September 2013 trat die Gruppe in der Sendung Achtung! Neue Volksmusik von Herbert Pixner auf ServusTV auf.
Anfang Juli 2017 traten sie bei den 31. Songs an einem Sommerabend in Sterzing auf, übertragen von Rai Südtirol.